# Птифур
Птифур (фр. petit four, дословно — «маленькая печь») — небольшое сдобное печенье (или маленькое пирожное) с повышенным содержанием сахара, жира и яиц. Как правило, продаётся набором из разных сортов изделий (ассорти).
Чаще птифур готовят из бисквитного и песочного теста, наполняя разными начинками и украшая кремом или глазурью. Эти мини-закуски, рассчитанные буквально на один укус, подаются в ассортименте в конце приёма пищи (к кофе, чаю, коктейлям).

## История
Птифур появились во Франции в XVIII веке, в разгар французской революции. В то время существовали огромные печи, в которых можно было целиком зажарить быка или свинью. Разжигать такие печи было очень дорого (они работали на угле, а не на дровах), и требовалось много времени для их разогрева. В них нельзя было регулировать температуру, но и остывали они очень долго. Чтобы рационально использовать тепло печи, стали готовить торты не обычных размеров, а маленькие, что позволяло изделию быстро дойти до готовности и не требовало повторного разжигания печи.

## Виды
Птифур бывают трёх сортов:
- Glacé («глазированные»), покрытые льдом или декорированные крошечные пирожные, покрытые помадкой или глазурью, например, маленькие эклеры и тарталетки.
- Salé («соленые»), пикантные закуски небольшого размера, обычно подаются на коктейльных вечеринках или шведском столе.
- Sec («сухое»), изысканное печенье, запечённые меренги, макароны и слоеная выпечка.

Во французской кондитерской ассортимент маленьких десертов обычно называют миньярдиз (фр. mignardises), в то время как крепкое, масляное печенье называют птифурами.

## В литературе
«Настал час — и он потребовал карту вин, нацепил пенсне в роговой оправе с высокой дужкой, доходившей чуть не до середины лба, и заказал шампанское, три бутылки „Мумм и К°“, Cordon rouge, tres sec; к нему птифуры, это были восхитительные маленькие пирожные, в виде конуса, залитые разноцветной сахарной глазурью — нежнейшее бисквитное тесто, с прослойкой из шоколада и фисташкового крема; их подавали в бумажках с кружевной каймой. Фрау Штёр, наслаждаясь ими, прямо пальчики облизала».
— Т. Манн «Волшебная гора»

…Юсупов вспоминал: «На столе уже пыхтел самовар. Кругом были расставлены вазы с пирожными и любимыми распутинскими лакомствами… …Пуришкевич накрошил вокруг кусков кекса, надкусил пирожное да так его и оставил. („Все это, — писал он, — необходимо было, дабы, войдя, Распутин почувствовал, что он напугал дамское общество, которое поднялось из столовой в гостиную наверх“). Настала торжественная минута… Лазоверт со скрипом натянул тонкие резиновые перчатки, растер в порошок кристаллы цианистого калия. Птифуры были двух сортов — с розовым и шоколадным кремом. Приподымая ножом их красивые сочные верхушки, доктор щедро и густо насыщал внутренности пирожных страшным ядом…».
— В.Пикуль «Нечистая сила»

«Рядом с колбасником Жюльеном, славящимся своими горячими пирожками, выставил свои фирменные пирожные — очаровательные конусообразные птифуры, украшенные сиреневым кремом и сахарной фиалкой кондитер Фулон».
— Ж.П.Сартр «Тошнота»

«Клиентки немедленно стали предметом забот всего персонала. Он в полном составе бросился к ним, наперебой стараясь предупредить малейшее их желание. Дамы присматривались к птифурам и тортам, выбирая что захватить с собой. У кассы они рассыпались в любезностях, предложив друг дружке по слоеному пирожку, чтобы перекусить на ходу».
— Л.Ф.Селин «Путешествие на край ночи»